# Тардьё, Жак Николя
Жак Николя Тардьё, Тардьё-сын, Тардьё Младший (фр. Jacques-Nicolas Tardieu, Tardieu Fils; 2 сентября 1716 года, Париж — 9 июля 1791 года, там же) — французский гравёр на меди, мастер репродукционной гравюры, из знаменитой династии гравёров, сын и ученик Николя Анри Тардьё.

## Биография
Он был сыном Николя Анри Тардьё и Мари-Анн Хортемельс, оба его родителя были художниками гравёрами. Тардьё Младший учился ремеслу гравёра у своего отца. Подобно отцу, признанному выдающимся гравёром Франции, в 1749 году он был принят в члены Королевской Академии живописи и скульптуры в Париже и стал королевским гравёром (graveur du roi), а под конец своей жизни — гравёром Максимилиана Франца, курфюрста кёльнского.
Жак Николя Тардьё был дважды женат, обе его жены были гравёрами: Жанна-Луиза-Франсуаза Дювивье, дочь художника-медальера Жана Дювивье, и Элизабет-Клэр Турне. Известно, что Жанна-Луиза выполнила несколько удачных гравюр. Её отец, Жан Дювивье, и её брат, Пьер-Симон-Бенжамин Дювивье, были гравёрами медалей, членами Академии и гравёрами короля. Жанна-Луиза умерла 6 апреля 1762 года. Вторая жена Тардьё, Элизабет Клэр (1731—1773), также была гравёром. Стремление жён стать известными художниками подобно своим мужьям была необычной для того времени, но была обычным явлением в большой семье художников Тардьё.
Жак Николя Тардьё умер в Париже 9 июля 1791 года. Его сын Жан-Шарль Тардьё (1765—1830) по прозванию «Тардьё-Кошен» (от фамилии выдающихся гравёров отца и сына Кошенов, ставшей нарицательной) также стал известным художником.

## Творчество
Жак Николя Тардьё, в отличие от других французских мастеров репродукционной гравюры того времени, используя в большинстве случаев смешанную технику, предпочитал гравюру резцом, а не офортной иглой, поэтому его работы не столь живописны, чем гравюры его отца, но более строги в техническом отношении.
Тардьё-Сын выполнил несколько гравюр для Версальской галереи по картинам Шарля Лебрена.
Наиболее удачными считаются портретные работы гравёра, такие как портреты его отца и Алексиса Симона Белля, Пьера Жаннина и мадемуазель дю Бокаж. Самым известным стал портрет королевы Марии Лещинской по живописному оригиналу Жан-Марка Натье.

## Галерея

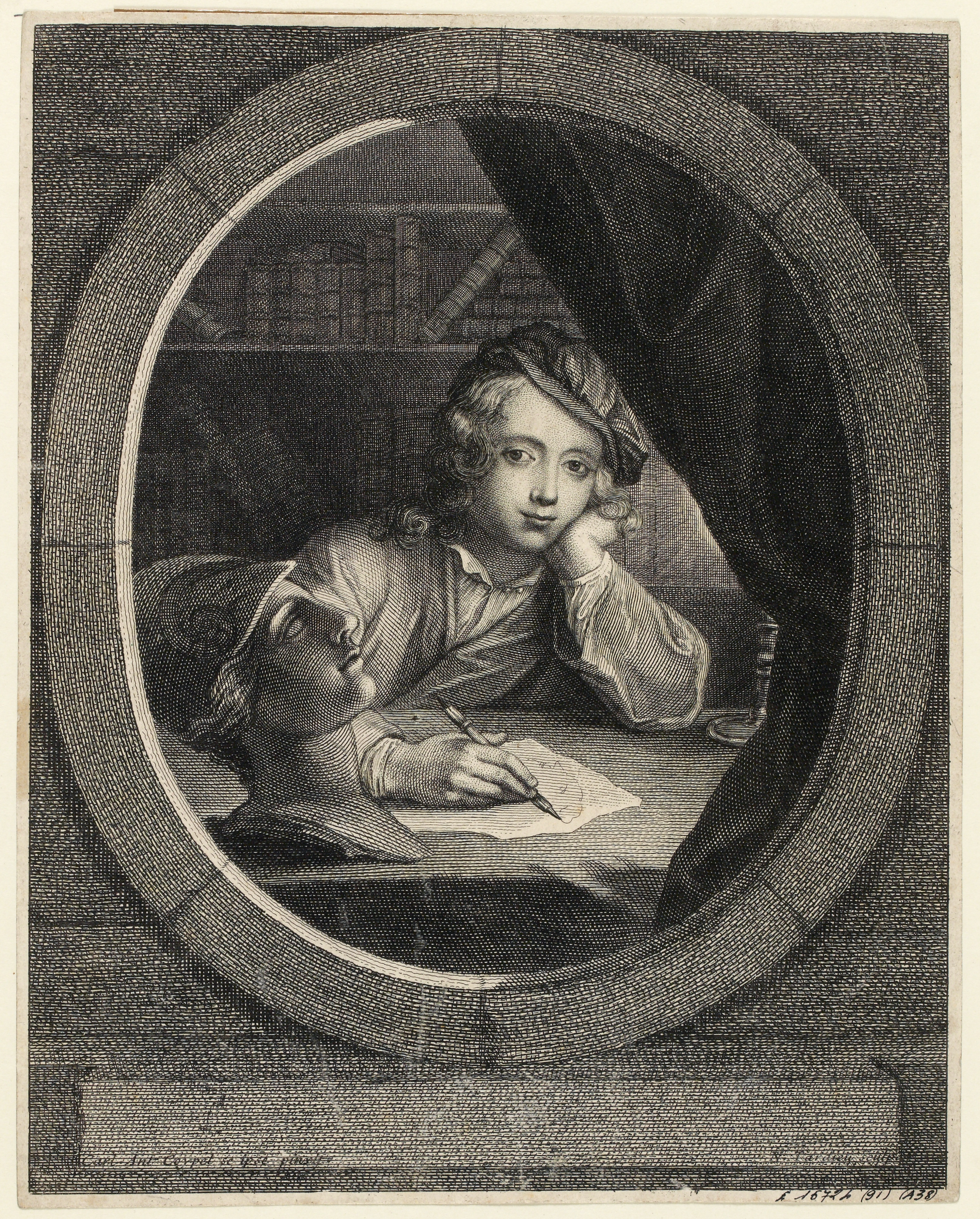
Портрет Ш. А. Куапеля за рисованием
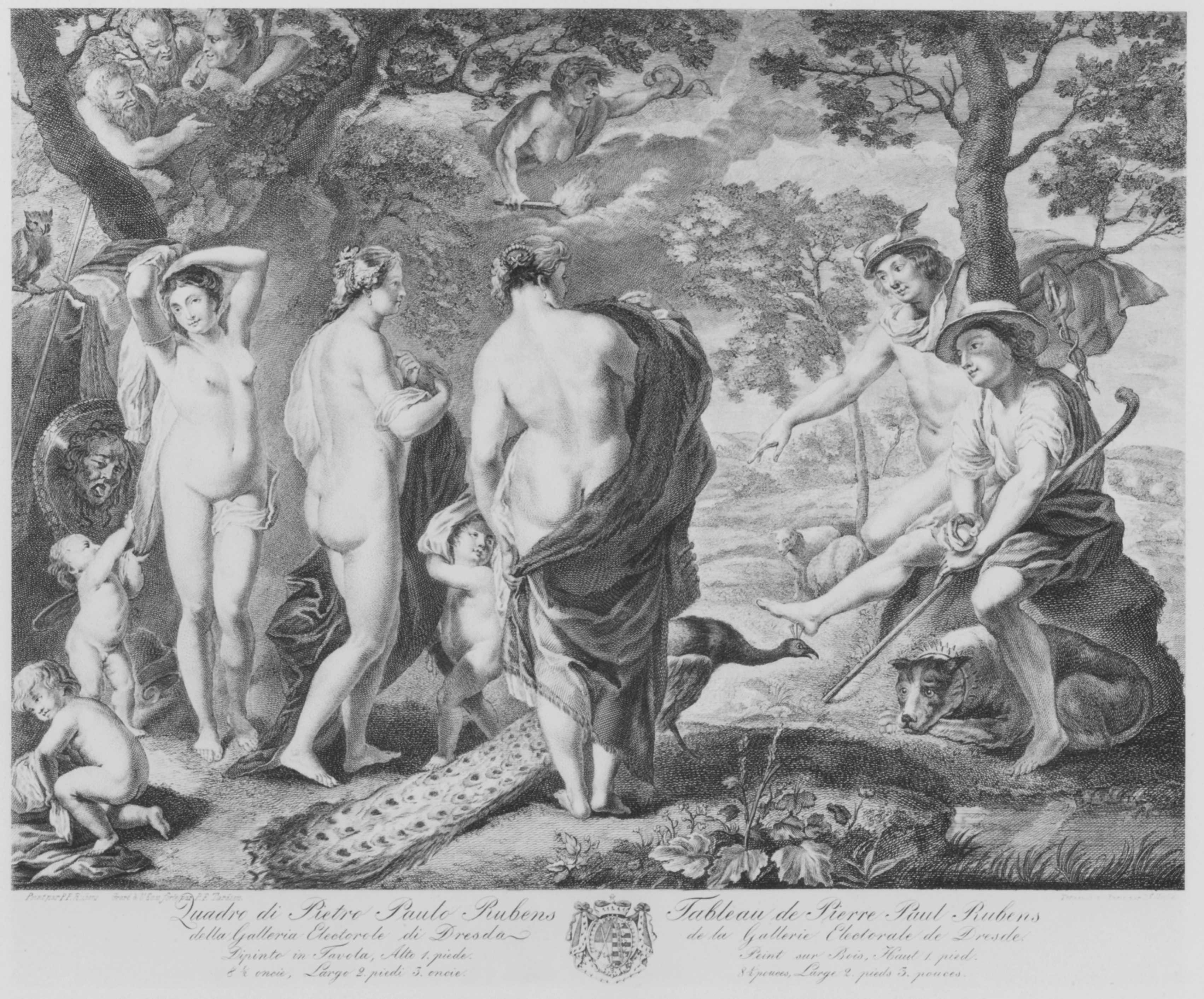
Суд Париса. По картине П. П. Рубенса. Ок. 1780 г.
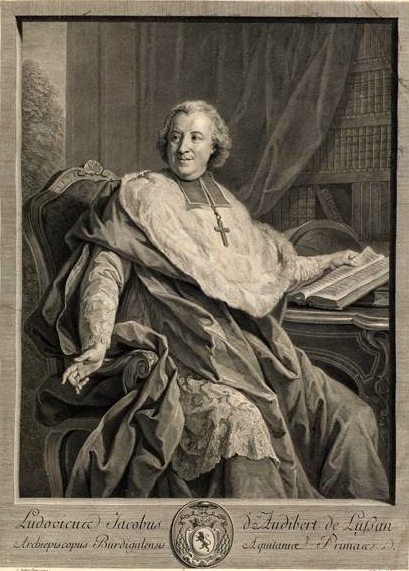
Портрет Луи-Жака д'Одибера де Люссана, архиепископа Бордо. По оригиналу Жана II Ресту
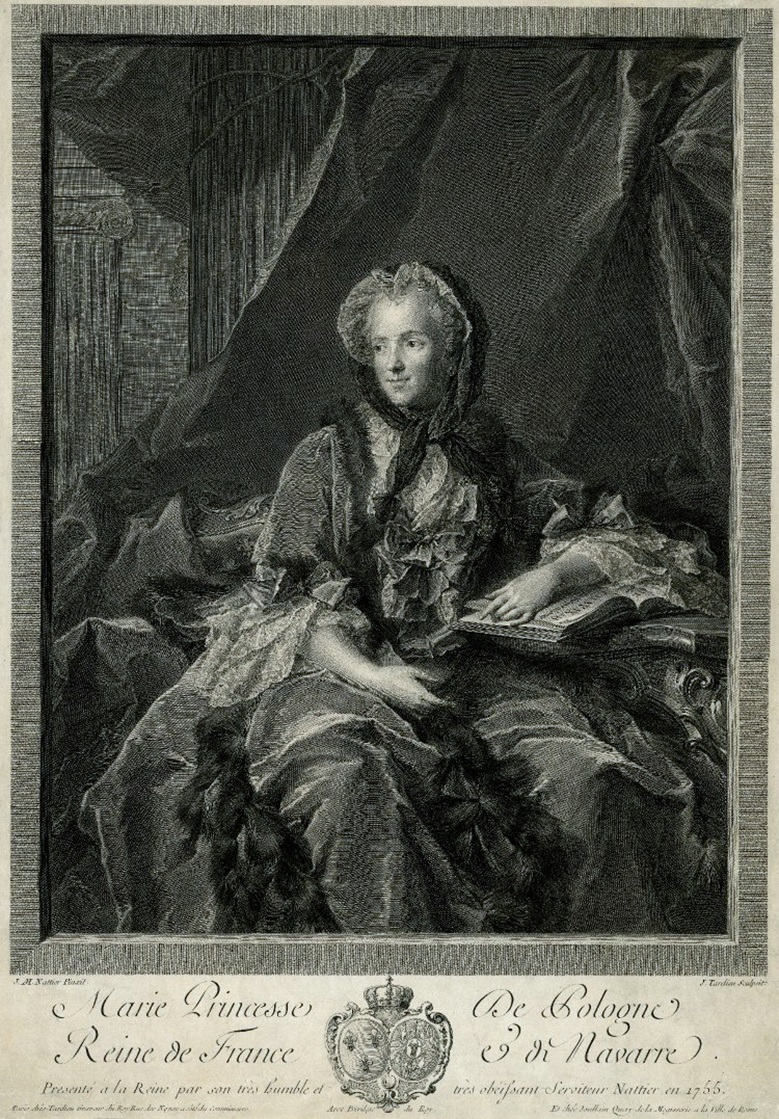
Портрет Марии Лещинской. По оригиналу Ж.-М. Натье. 1755
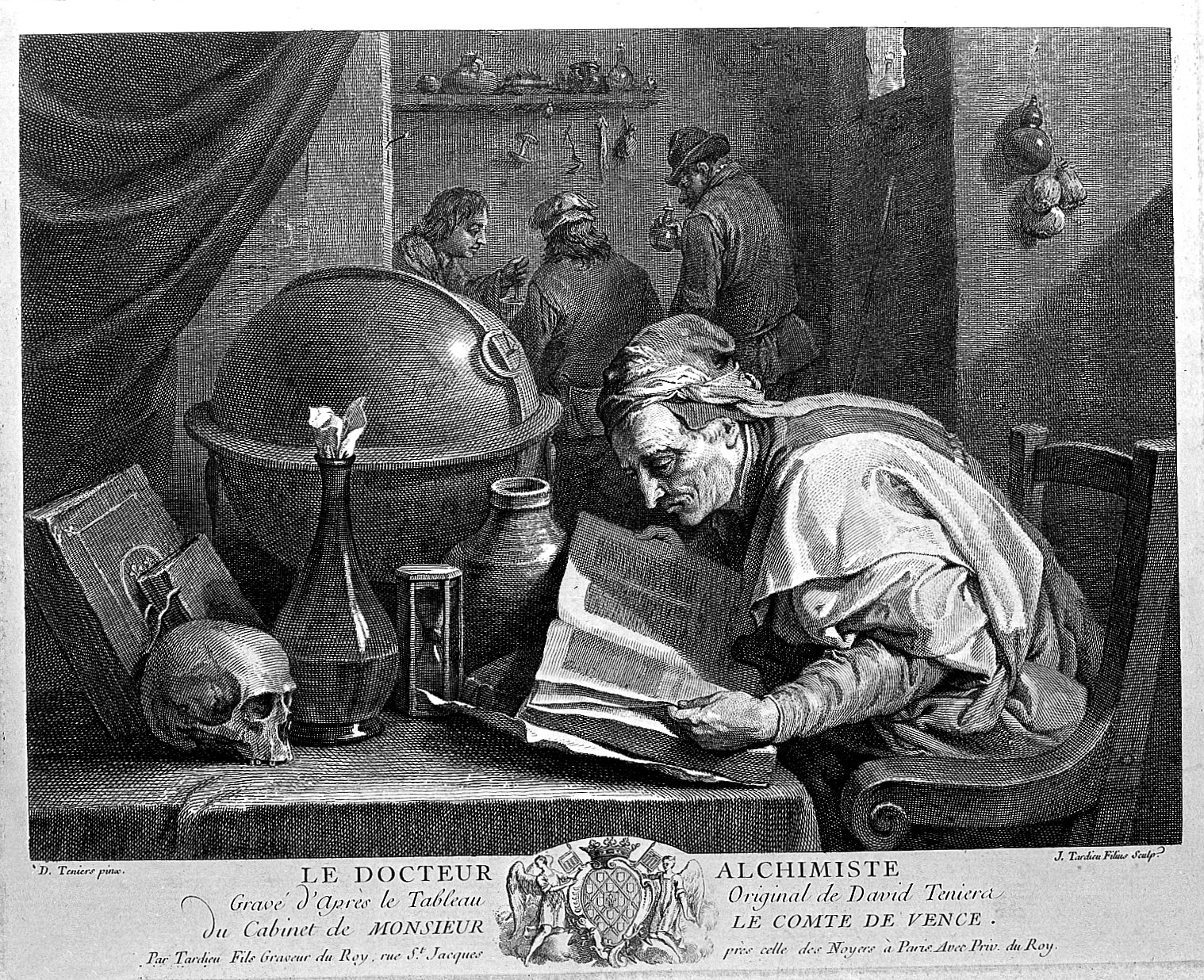
Aлхимик над книгой. По оригиналу Д. Тенирса Младшего
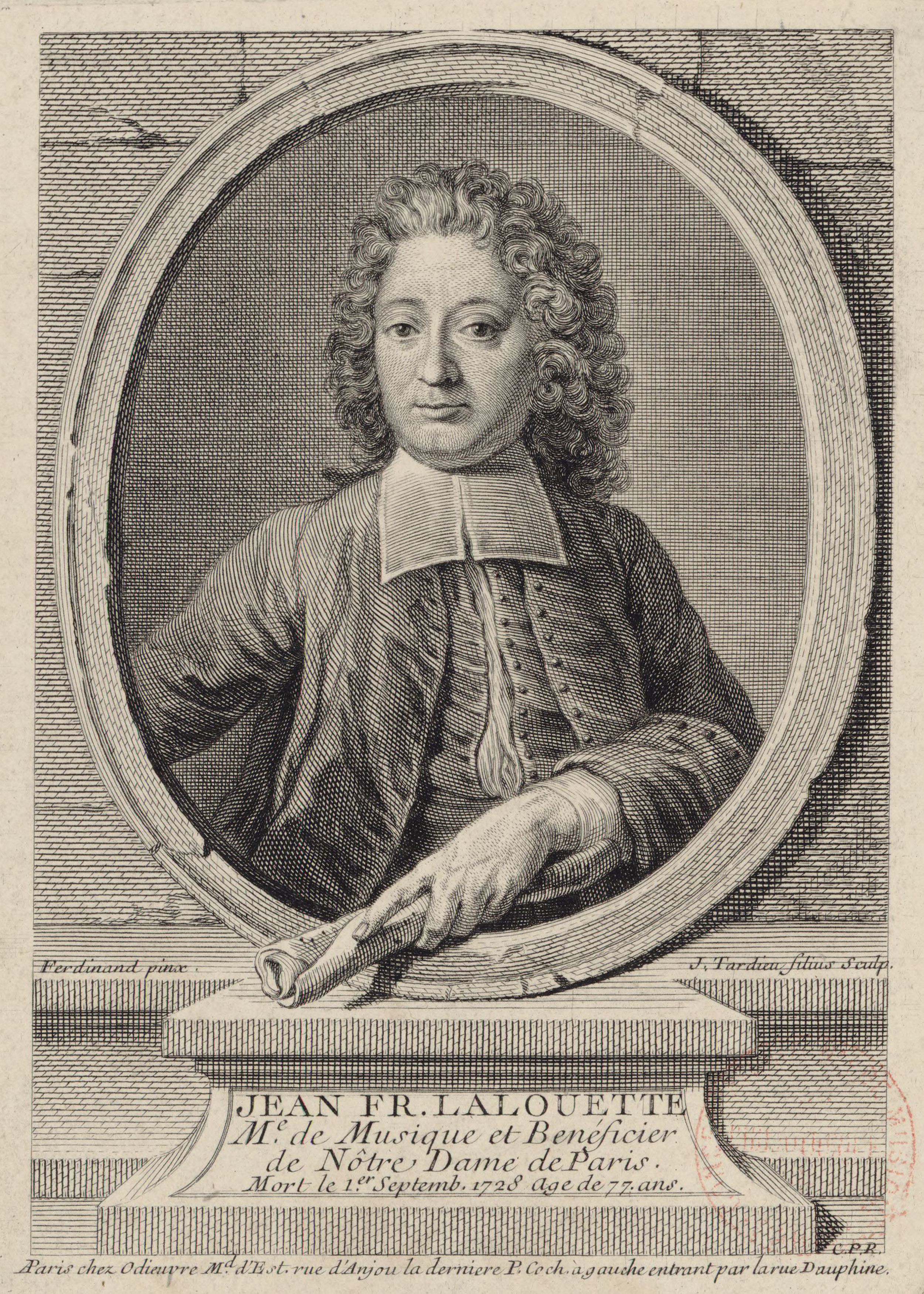
Портрет композитора Ж.-Ф. Лалуэта. 1728